# Mściel uzbrojony
Mściel uzbrojony (Stenodema calcarata) – gatunek pluskwiaka z podrzędu różnoskrzydłych i rodziny tasznikowatych.

## Taksonomia
Gatunek ten opisany został po raz pierwszy w 1807 roku przez Carla Fredrika Falléna jako Miris calcaratus. W 1858 roku Franz Xaver Fieber umieścił go w nowym rodzaju Brachystria jako jego gatunek typowy. Później obniżony został on do rangi podrodzaju w obrębie Stenodema.

## Morfologia
Pluskwiak o wydłużonym ciele barwy zielonej lub słomkowej. Samce osiągają od 6,7 do 7,4 mm, a samice od 6,9 do 7,9 mm długości ciała. Nie krótszą niż szeroką głowę cechuje podłużne wcięcie pośrodku ciemienia, przylegające do obrączki apikalnej oczy i półtora raza dłuższy od szerokości przedplecza drugi człon czułków. Powierzchnia przedplecza jest grubo i gęsto punktowana. Punktowanie obecne jest również na tarczce. Półpokrywy mają zakrywkę z dwoma dobrze widocznymi komórkami w użyłkowaniu. Odnóża mają stopy o pierwszym członie nieco krótszym niż dwa następne razem wzięte. Tylną parę odnóży cechuje obecność dwóch ostróg na udach, z których pierwsza ma postać dużego, mniej lub bardziej zakrzywionego zęba, a druga małego ząbka lub bulwy. U larw ostatniego stadium obecna jest tylko jedna ostroga na tylnym udzie.

## Ekologia i występowanie
Tasznikowaty ten jest fitofagiem, żerującym na różnych trawach. Pożywia się głównie na kwiatostanach, gdzie przekłuwa zalążnie i niedojrzałe owoce, często prowadząc do zniszczenia bielmo. Na siedliskach suchych jest częściej spotykany niż mściel natrawny. Stadium zimującym są owady dorosłe. Zimowiska opuszczają w kwietniu, a dorosłe nowego pokolenia pojawiają się w sierpniu.
Owad znany z niemal wszystkich krajów Europy. W Polsce występuje w całym kraju.

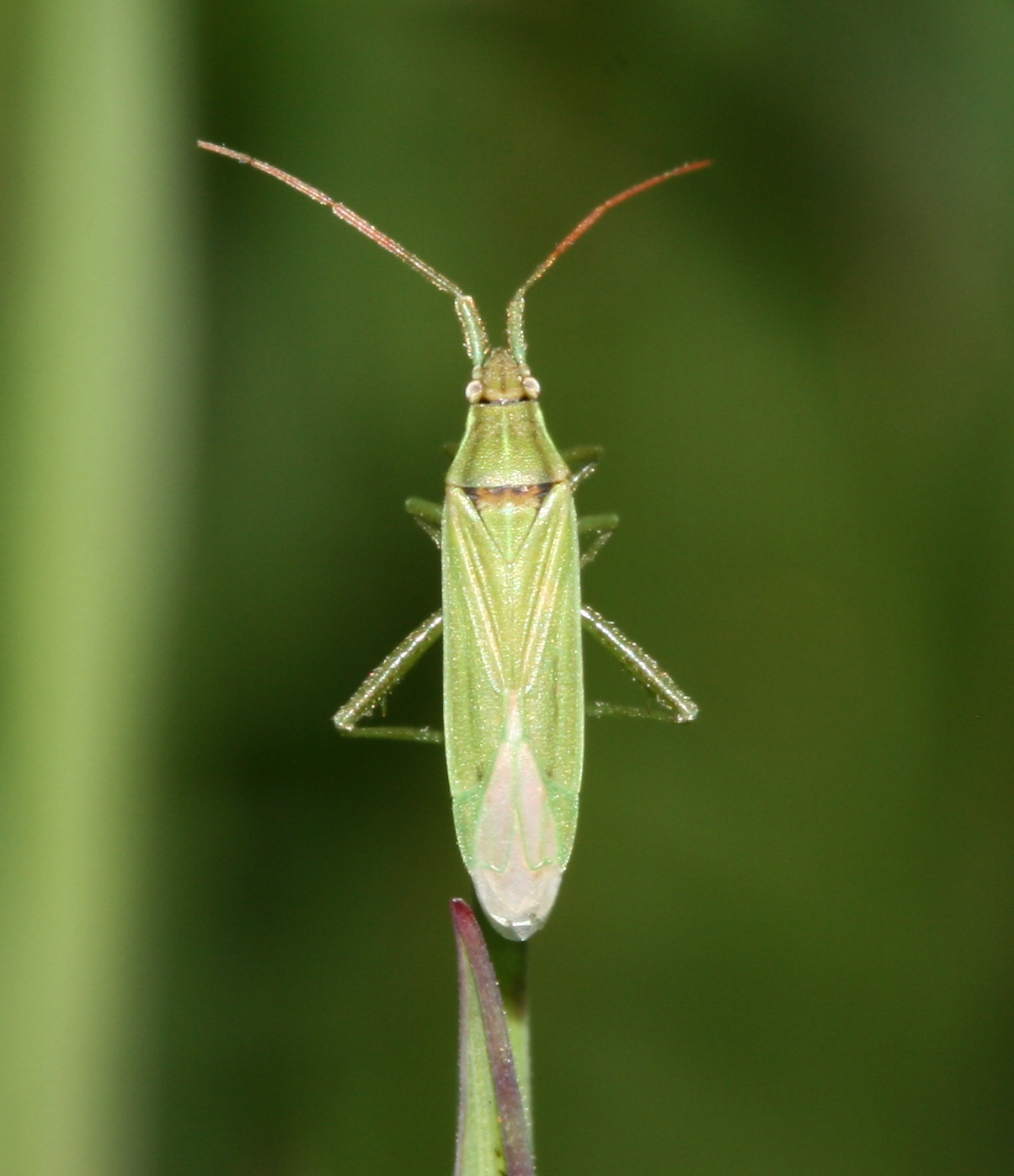
Zielonkawe imago
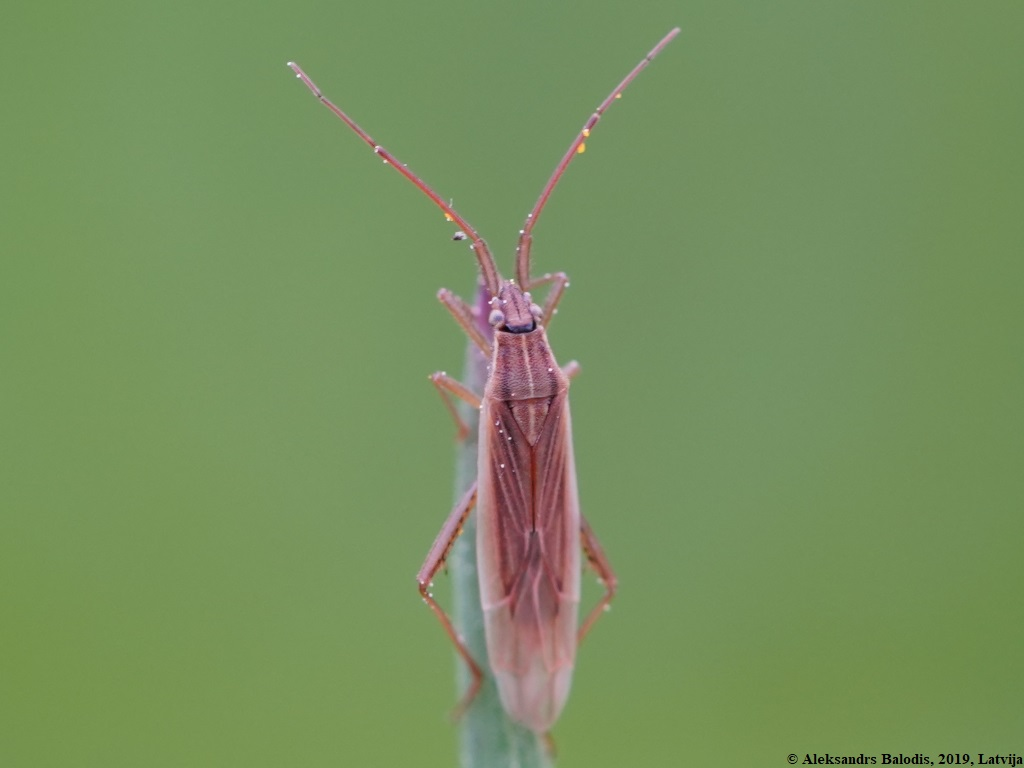
Ciemnosłomkowe imago
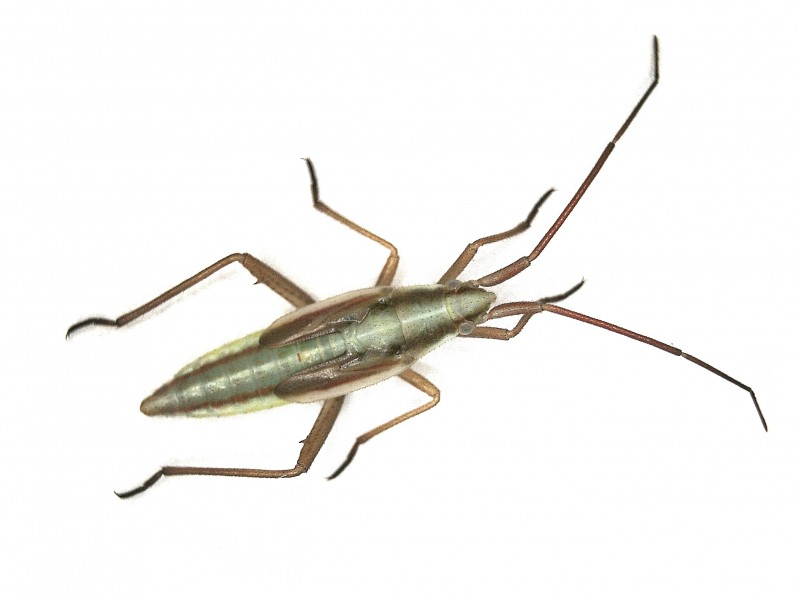
Larwa